# James Francis Byrnes
James Francis Byrnes, noto anche come James F. Byrnes (Charleston, 2 maggio 1882 – Columbia, 9 aprile 1972), è stato un politico e statistico statunitense.

## Biografia
Il padre morì poco dopo la sua nascita. All'età di 14 anni lasciò la scuola che stava frequentando, la St. Patrick's Catholic School, e quindi non terminò mai gli studi; riuscì lo stesso a raggiungere cariche politiche importanti.
Sposò Maude Perkins Busch nel 1906. Entrò nel Congresso nel 1910 come deputato democratico. Fu eletto senatore nel 1930 e divenne uno dei più stretti collaboratori di Franklin Delano Roosevelt. Durante la seconda guerra mondiale rivestì la carica di direttore dell'ufficio di mobilitazioni industriali e di riconversione tra il 1943 ed il 1945.
Tra il 1945 ed il 1947 fu il quarantanovesimo segretario di Stato degli Stati Uniti, sotto il presidente degli Stati Uniti d'America Harry Truman (33º presidente). Tra il 1951 ed il 1955 fu Governatore della Carolina del Sud.